# Лифляндская улица
Лифля́ндская у́лица — улица в Адмиралтейском районе Санкт-Петербурга. Проходит от набережной Обводного канала до реки Таракановки.

## История названия
Участок от Обводного канала до Бумажного канала в 1770—1858 годах входил в состав Екатерингофской улицы (теперь проспект Римского-Корсакова и улица Степана Разина), названной по Екатерингофу, к которой она была проложена. Параллельно существовали названия Новая Екатерингофская улица (включая современную улицу Степана Разина), Ново-Екатерингофская улица, Мало-Екатерингофская улица.
Современное название Лифляндская улица присвоено 14 июля 1859 года, по Лифляндской губернии, в ряду улиц Нарвской полицейской части, переименованных по прибалтийским губерниям России.

## История
Улица возникла во второй половине XVIII века. С 16 апреля 1887 года включает в себя участок от Бумажного канала до реки Таракановки.

## Достопримечательности
- парк Екатерингоф
- Мост Степана Разина
- Бумажный мост
- Молвинский мост

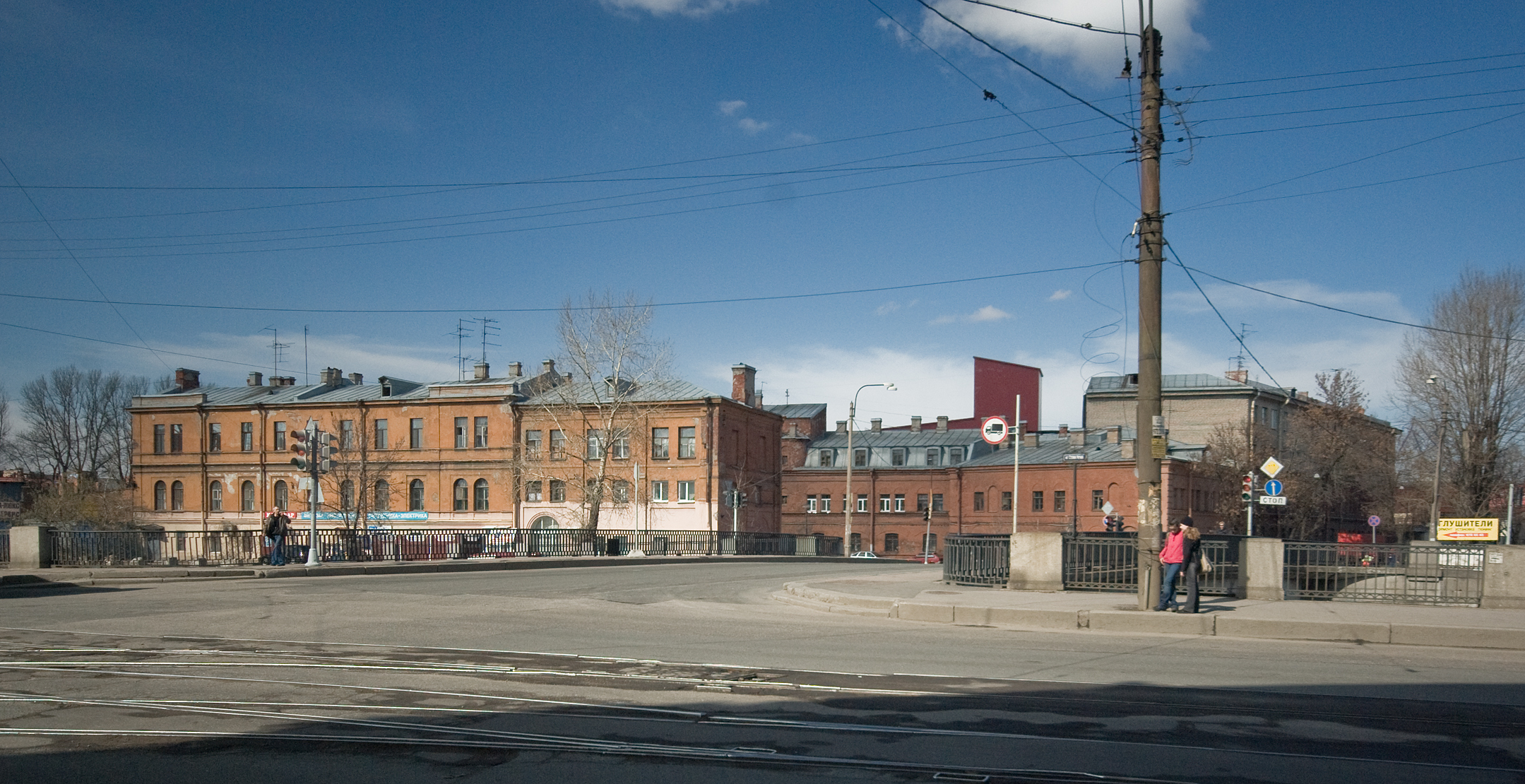
Мост Степана Разина — начало улицы

- Дом № 3 (литеры А-О) — комплекс построек Чернореченской бумагопрядильной мануфактуры Л. Е. Кенига, построен в 1874—1878 по проекту арх. Н. В. Трусова; перестраивал в 1890-е арх. В. В. Виндельбашт, в 1900-е — арх. К. К. Шмидт)[2][3].  7832103000 В советское время находился прядильно-ниточный комбинат «Советская звезда».
- Дом № 4 — Санкт-Петербургский институт гуманитарного образования.
- Дом № 12 — Молвинская колонна (прототип Александровской колонны).